# National Women's Soccer League 2015
La National Women's Soccer League 2015 fue la 3.ª edición de la National Women's Soccer League (NWSL), la máxima categoría del fútbol femenino en Estados Unidos. Si se incluyen los torneos predecesores de la NWSL, la Women's Professional Soccer (2009-2011) y la Women's United Soccer Association (2001-2003), ésta fue la 9.ª temporada aprobada por la FIFA en esa categoría.
Para no interferir con la Copa Mundial Femenina de Fútbol de 2015, la liga anunció que se reduciría la temporada a 20 partidos, y se suspenderían los juegos durante los días 7 al 19 de junio, extendiéndose de este modo el calendario deportivo hasta septiembre.
La final se jugó el 1 de octubre en Providence Park, en donde FC Kansas City venció por segunda vez consecutiva a los ganadores del NWSL Shield, Seattle Reign FC, por 1 a 0.

## Formato
- Cada equipo disputará un total de 20 partidos, 10 de local y 10 de visitante.
- Cada equipo jugará dos veces contra todos los demás, una vez de local y otra de visitante; más cuatro partidos adicionales, dos de local y dos de visitante.
- Los cuatro equipos que terminan primero en la temporada regular avanzan a las eliminatorias.

## Equipos
| Equipo                 | Ciudad                 | Entrenador        | Estadio                       | Capacidad |
| ---------------------- | ---------------------- | ----------------- | ----------------------------- | --------- |
| Boston Breakers        | Boston, Massachusetts  | Tom Durkin        | Soldiers Field Soccer Stadium | 4.500     |
| Chicago Red Stars      | Bridgeview, Illinois   | Rory Dames        | Village Sports Complex        | 3.600     |
| Houston Dash           | Houston, Texas         | Randy Waldrum     | BBVA Compass Stadium          | 7.000     |
| FC Kansas City         | Kansas City, Misuri    | Vlatko Andonovski | Swope Soccer Village          | 4.000     |
| Portland Thorns        | Portland, Oregón       | Paul Riley        | Providence Park               | 20.438    |
| Seattle Reign FC       | Seattle, Washington    | Laura Harvey      | Memorial Stadium              | 6.000     |
| Sky Blue FC            | Piscataway, New Jersey | Jim Gabarra       | Yurcak Field                  | 5.000     |
| Washington Spirit      | Germantown, Maryland   | Mark Parsons      | Maryland SoccerPlex           | 5.126     |
| Western New York Flash | Elma, New York         | Aaran Lines       | Sahlen's Stadium              | 13.768    |

1. ↑  Houston Dash limita la venta de entradas a 7.000 cuando juega de local. La capacidad máxima de su estadio es de 22.039 personas.[3]
2. ↑  Seattle Reign limita la venta de entradas a 6.000 cuando juega de local. La capacidad máxima de su estadio es de 12.000 personas.

## Resultados
Actualizado al 6 de septiembre de 2015.
| Colores y abreviaciones |
| Boston Breakers – BOS • Chicago Red Stars – CHI • Houston Dash – HOU • FC Kansas City – KC • Portland Thorns FC – POR Seattle Reign FC – SEA • Sky Blue FC – SB • Washington Spirit – WAS • Western New York Flash – WNY Victoria Derrota Empate Jugó de local contra ese equipo |

| Equipo                 | Partido | Partido | Partido | Partido | Partido | Partido | Partido | Partido | Partido | Partido | Partido | Partido | Partido | Partido | Partido | Partido | Partido | Partido | Partido | Partido |
| Equipo                 | 1       | 2       | 3       | 4       | 5       | 6       | 7       | 8       | 9       | 10      | 11      | 12      | 13      | 14      | 15      | 16      | 17      | 18      | 19      | 20      |
| ---------------------- | ------- | ------- | ------- | ------- | ------- | ------- | ------- | ------- | ------- | ------- | ------- | ------- | ------- | ------- | ------- | ------- | ------- | ------- | ------- | ------- |
| Boston Breakers        | POR     | HOU     | WNY     | CHI     | POR     | SB      | KC      | WAS     | SEA     | WNY     | KC      | CHI     | CHI     | SB      | SEA     | POR     | WAS     | KC      | SEA     | HOU     |
| Boston Breakers        | 4–1     | 3–2     | 3–1     | 3–0     | 1–0     | 1–1     | 1–0     | 1–1     | 2–3     | 0–2     | 2–3     | 1–1     | 1–2     | 3–1     | 1–2     | 5–2     | 2–1     | 3–0     | 1–3     | 0–1     |
| Chicago Red Stars      | SEA     | POR     | SB      | BOS     | HOU     | KC      | SEA     | WNY     | SB      | HOU     | BOS     | BOS     | WAS     | KC      | POR     | SB      | WAS     | WNY     | WNY     | HOU     |
| Chicago Red Stars      | 3–2     | 2–2     | 1–0     | 3–0     | 2–2     | 1–2     | 0–0     | 3–1     | 0–3     | 1–2     | 1–1     | 1–2     | 1–1     | 2–2     | 2–1     | 1–1     | 1–2     | 0–0     | 0–2     | 1–1     |
| Houston Dash           | WAS     | SB      | BOS     | KC      | CHI     | POR     | SB      | POR     | WNY     | WAS     | CHI     | KC      | WNY     | KC      | WAS     | SB      | SEA     | SEA     | BOS     | CHI     |
| Houston Dash           | 2–0     | 1–1     | 3–2     | 0–2     | 2–2     | 0–1     | 1–1     | 0–0     | 2–0     | 1–0     | 1–2     | 1–1     | 0–1     | 3–2     | 3–1     | 0–2     | 1–2     | 0–3     | 1–0     | 1–1     |
| FC Kansas City         | SB      | WAS     | SEA     | HOU     | WNY     | WNY     | CHI     | BOS     | POR     | SEA     | WAS     | BOS     | HOU     | HOU     | CHI     | WNY     | POR     | BOS     | WAS     | SB      |
| FC Kansas City         | 0–1     | 3–1     | 1–0     | 0–2     | 0–1     | 0–0     | 1–2     | 1–0     | 1–1     | 2–1     | 3–0     | 2–3     | 1–1     | 3–2     | 2–2     | 4–0     | 3–0     | 3–0     | 0–0     | 2–3     |
| Portland Thorns FC     | BOS     | WNY     | CHI     | WAS     | BOS     | HOU     | WAS     | HOU     | KC      | SB      | SB      | SEA     | SEA     | WNY     | BOS     | CHI     | KC      | SB      | WAS     | WNY     |
| Portland Thorns FC     | 4–1     | 1–0     | 2–2     | 2–2     | 1–0     | 0–1     | 2–1     | 0–0     | 1–1     | 2–1     | 1–0     | 0–1     | 3–0     | 0–2     | 5–2     | 2–1     | 3–0     | 1–0     | 3–3     | 2–3     |
| Seattle Reign FC       | WNY     | CHI     | KC      | WAS     | SB      | CHI     | SB      | BOS     | KC      | WNY     | WNY     | WAS     | POR     | POR     | BOS     | HOU     | HOU     | BOS     | SB      | WAS     |
| Seattle Reign FC       | 5–1     | 3–2     | 1–0     | 3–1     | 1–1     | 0–0     | 3–0     | 2–3     | 2–1     | 1–1     | 4–2     | 3–0     | 0–1     | 3–0     | 1–2     | 2–1     | 0–3     | 3–1     | 1–1     | 1–2     |
| Sky Blue FC            | KC      | HOU     | WAS     | CHI     | SEA     | WAS     | BOS     | HOU     | SEA     | CHI     | POR     | POR     | WNY     | BOS     | WNY     | HOU     | CHI     | POR     | SEA     | KC      |
| Sky Blue FC            | 0–1     | 1–1     | 1–3     | 1–0     | 1–1     | 1–0     | 1–1     | 1–1     | 3–0     | 0–3     | 2–1     | 1–0     | 3–3     | 3–1     | 1–2     | 0–2     | 1–1     | 1–0     | 1–1     | 2–3     |
| Washington Spirit      | HOU     | KC      | SB      | SEA     | POR     | SB      | WNY     | POR     | BOS     | HOU     | KC      | SEA     | CHI     | HOU     | BOS     | WNY     | CHI     | KC      | POR     | SEA     |
| Washington Spirit      | 2–0     | 3–1     | 1–3     | 3–1     | 2–2     | 1–0     | 3–2     | 2–1     | 1–1     | 1–0     | 3–0     | 3–0     | 1–1     | 3–1     | 2–1     | 1–1     | 1–2     | 0–0     | 3–3     | 1–2     |
| Western New York Flash | SEA     | POR     | BOS     | KC      | KC      | WAS     | CHI     | HOU     | BOS     | SEA     | SEA     | SB      | HOU     | POR     | SB      | KC      | WAS     | CHI     | CHI     | POR     |
| Western New York Flash | 5–1     | 1–0     | 3–1     | 0–1     | 0–0     | 3–2     | 3–1     | 2–0     | 0–2     | 1–1     | 4–2     | 3–3     | 0–1     | 0–2     | 1–2     | 4–0     | 1–1     | 0–0     | 0–2     | 3–2     |

## Clasificación
| Pos. | Equipo                 | Pts. | PJ | G  | E | P  | GF | GC | Dif. | Clasificación |
| ---- | ---------------------- | ---- | -- | -- | - | -- | -- | -- | ---- | ------------- |
| 1    | Seattle Reign FC (N)   | 43   | 20 | 13 | 4 | 3  | 41 | 21 | +20  | NWSL Shield   |
| 2    | Chicago Red Stars      | 33   | 20 | 8  | 9 | 3  | 31 | 22 | +9   | Eliminatorias |
| 3    | FC Kansas City (C)     | 32   | 20 | 9  | 5 | 6  | 32 | 20 | +12  | Eliminatorias |
| 4    | Washington Spirit      | 30   | 20 | 8  | 6 | 6  | 31 | 28 | +3   | Eliminatorias |
| 5    | Houston Dash           | 24   | 20 | 6  | 6 | 8  | 21 | 26 | −5   |               |
| 6    | Portland Thorns FC     | 23   | 20 | 6  | 5 | 9  | 27 | 29 | −2   |               |
| 7    | Western New York Flash | 23   | 20 | 6  | 5 | 9  | 24 | 34 | −10  |               |
| 8    | Sky Blue FC            | 22   | 20 | 5  | 7 | 8  | 22 | 28 | −6   |               |
| 9    | Boston Breakers        | 15   | 20 | 4  | 3 | 13 | 22 | 43 | −21  |               |

Actualizado a los partidos jugados el 6 de septiembre de 2015.
 Fuente: NWSL

## Eliminatorias
Los cuatro primeros equipos de la temporada regular compiten por el título del campeonato. Son tres partidos únicos (sin "ida y vuelta"). Los primeros dos equipos juegan de local en las semifinales.
|  | Semifinales | Semifinales       | Semifinales |                |   | Final            | Final | Final |  |
|  |             |                   |             |                |   |                  |       |       |  |
|  |             |                   |             |                |   |                  |       |       |  |
|  | 1           | Seattle Reign FC  | 3           |                |   |                  |       |       |  |
|  | 1           | Seattle Reign FC  | 3           |                |   |                  |       |       |  |
|  | 4           | Washington Spirit | 0           |                |   |                  |       |       |  |
|  | 4           | Washington Spirit | 0           |                | 1 | Seattle Reign FC | 0     |       |  |
|  |             |                   |             |                | 1 | Seattle Reign FC | 0     |       |  |
|  |             |                   | 3           | FC Kansas City | 1 |                  |       |       |  |
|  | 2           | Chicago Red Stars | 3           | FC Kansas City | 1 | 0                |       |       |  |
|  | 2           | Chicago Red Stars |             |                |   | 0                |       |       |  |
|  | 3           | FC Kansas City    | 3           |                |   |                  |       |       |  |
|  | 3           | FC Kansas City    | 3           |                |   |                  |       |       |  |
|  |             |                   |             |                |   |                  |       |       |  |

### Semifinales
| 13 de septiembre de 2015, 12:30 (CST) | Chicago Red Stars | 0:3     | FC Kansas City                    | Toyota Park, Bridgeview                              |                                                      |
|                                       |                   | Reporte | - Rodriguez 12', 25' - Tymrak 21' | Asistencia: 2.013 espectadores Árbitro(s): Karen Abt | Asistencia: 2.013 espectadores Árbitro(s): Karen Abt |

| 13 de septiembre de 2015, 18:30 (PT) | Seattle Reign FC                         | 3:0     | Washington Spirit | Memorial Stadium, Seattle                                     |                                                               |
|                                      | - Yanez 71' - Rapinoe 75' - Nogueira 90' | Reporte |                   | Asistencia: 5.021 espectadores Árbitro(s): Christopher Spivey | Asistencia: 5.021 espectadores Árbitro(s): Christopher Spivey |

### Final
| 1 de octubre de 2015, 18:30 (PT) | Seattle Reign FC | 0:1     | FC Kansas City  | Providence Park, Portland                                  |                                                            |
|                                  |                  | Reporte | - Rodriguez 78' | Asistencia: 13.264 espectadores Árbitro(s): Katja Koroleva | Asistencia: 13.264 espectadores Árbitro(s): Katja Koroleva |

|                                   |
|                                   |
| Campeón FC Kansas City 2.º título |

## Asistencia
Actualizado al 6 de septiembre de 2015.
Asistencia de local durante la temporada regular, ordenado de mayor a menor promedio.
| Equipo                 | PJ | Total   | Mayor  | Menor  | Promedio |
| ---------------------- | -- | ------- | ------ | ------ | -------- |
| Portland Thorns FC     | 10 | 156.386 | 21.144 | 13.752 | 15.639   |
| Houston Dash           | 10 | 64.126  | 13.025 | 3.499  | 6.413    |
| Chicago Red Stars      | 10 | 42.102  | 16.017 | 1.402  | 4.210    |
| Washington Spirit      | 10 | 40.838  | 5.708  | 1.267  | 4.084    |
| Seattle Reign FC       | 10 | 40.595  | 6.303  | 2.225  | 4.060    |
| FC Kansas City         | 10 | 30.911  | 8.489  | 1.592  | 3.091    |
| Boston Breakers        | 10 | 28.628  | 4.325  | 1.861  | 2.863    |
| Western New York Flash | 10 | 28.522  | 4.147  | 1.802  | 2.852    |
| Sky Blue FC            | 10 | 22.683  | 5.547  | 953    | 2.268    |
| Total                  | 90 | 454.791 | 21.144 | 953    | 5.053    |